# Układ współrzędnych równikowych
Układ współrzędnych równikowych – układ współrzędnych astronomicznych, którego kołem podstawowym jest równik niebieski. W zależności od tego, jaki punkt jest punktem początkowym układu, wyróżnia się:
- układ współrzędnych równikowych godzinnych
- układ współrzędnych równikowych równonocnych